# Abd al-Aziz bin Sa'ud Al Sa'ud
ʿAbd al-ʿAzīz bin Saʿūd Āl Saʿūd (in arabo عبد العزيز بن سعود بن نايف آل سعود‎?; Arabia Saudita, 4 novembre 1983) è un principe e politico saudita, membro della famiglia reale Āl Saʿūd e ministro dell'interno dal 2017.

## Biografia
Abd al-Aziz bin Sa'ud è nato in Arabia Saudita il 4 novembre 1983 ed è figlio del principe Sa'ud bin Nayef e di sua moglie Abeer bint Faysal bin Turki.
Dopo essersi diplomato presso la scuola "Ahliyyah" di Dhahran, si è laureato in giurisprudenza all'Università Re Sa'ud.
Terminati gli studi ha lavorato per alcuni anni nel settore privato. Dopo l'ascesa al trono di re Salman è stato nominato consigliere in diversi uffici della Corte Reale e poi consigliere nel Ministero della difesa. Il 21 giugno 2017 è stato nominato ministro dell'interno e presidente del Consiglio per gli affari politici e di sicurezza. Ha sostituito lo zio Muḥammad bin Nāyef Āl Saʿūd che è stato esonerato anche dal ruolo di principe ereditario.
È stato membro del comitato supremo del premio per la Sunna profetica "Nayef bin Abd al-Aziz Al Sa'ud" e del comitato scientifico "Nayef bin Abd al-Aziz"

## Vita personale
Il principe è sposato con Mudhi bint Ahmad bin Abd al-Aziz Al Sa'ud e ha quattro figli.